# Oenothalia subochrea
Oenothalia subochrea là một loài bướm đêm trong họ Geometridae.